# Metaponto (mitologia)
Nella mitologia greca, Metaponto è l'eroe eponimo della città di Metaponto, di cui fu fondatore e re.
Metaponto è padre adottivo di Eolo e Beoto, oppure secondo altri, figlio di Sisifo e nipote di un altro Eolo.